# Paracheilinus angulatus
Paracheilinus angulatus är en fiskart som beskrevs av Randall och Lubbock, 1981. Paracheilinus angulatus ingår i släktet Paracheilinus och familjen läppfiskar. IUCN kategoriserar arten globalt som livskraftig. Inga underarter finns listade i Catalogue of Life.